# Nanoastegotherium
Nanoastegotherium es un género extinto de mamífero cingulado perteneciente a la familia de los dasipódidos, que engloba a los actuales armadillos. El nombre del género significa en griego "pequeño Astegotherium" refiriéndose a su pequeño tamaño (menor que el actual armadillo mulita, Dasypus hybridus) y a su parentesco con Astegotherium, con el que forman la tribu Astegotheriini dentro de la familia Dasypodidae. La especie tipo es N. prostatum, cuyo nombre traduce "anterior" por ser más antiguo que Astegotherium.
Los restos de esta especie provienen del yacimiento fósil de La Venta, en la formación La Victoria, en la zona central de la actual Colombia, a mediados del Mioceno. Sus restos, que aparecieron entre los coprolitos (excremento fosilizado) de un cocodrilo, constan de las piezas óseas del caparazón de la zona de la espalda (osteodermos) y la coraza de la cola o tubo caudal. Dichas placas son escudos fijos que se caracterizan por su forma rectangular con grandes perforaciones sobre la superficie de los mismos, midiendo cada escudo unos 4 a 7 milímetros de largo y 3 a 4.5 milímetros de ancho. Aparentemente, Nanoastegotherium es un pariente cercano de un género de armadillo del Mioceno de Argentina en la formación Sarmiento, Pseudostegotherium, al que se parece en las características de sus osteodermos.